# Matipó (kommun)
Matipó är en kommun i Brasilien.   Den ligger i delstaten Minas Gerais, i den sydöstra delen av landet, 800 km sydost om huvudstaden Brasília. Antalet invånare är 17 639.
Följande samhällen finns i Matipó:
- Matipó

Omgivningarna runt Matipó är huvudsakligen savann. Runt Matipó är det ganska tätbefolkat, med 60 invånare per kvadratkilometer.